# Class Z 26500電聯車

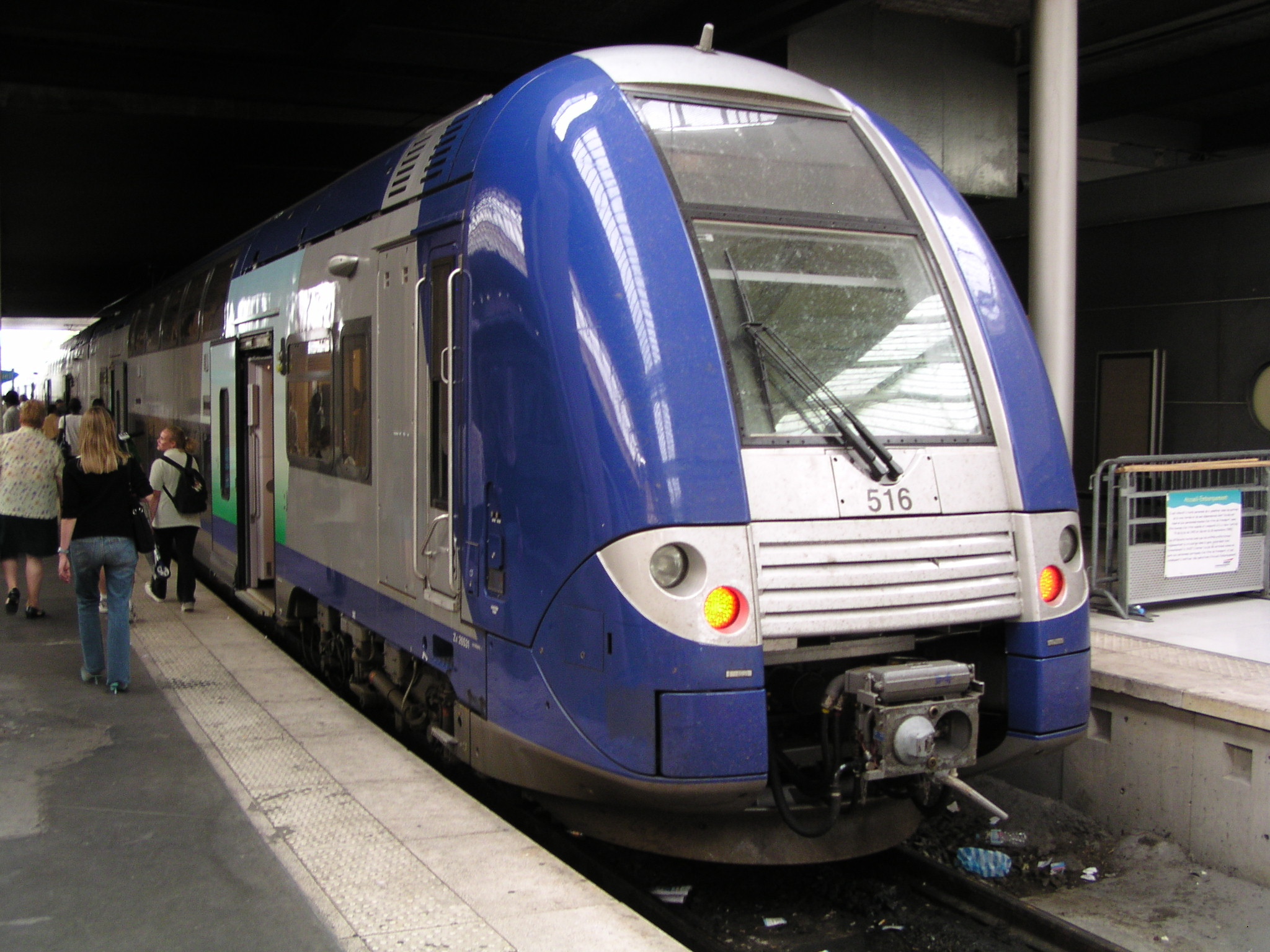
2005年9月5日停靠在巴黎北站的Z 26531

Class Z 26500是阿爾斯通公司於2004與2005年間為法國國家鐵路所建造的雙層電聯車。在法國鐵路運輸上，可區分為2或3輛客車的Class Z 24500及4或5輛客車的Class Z 26500。

## 盧森堡
阿爾斯通依Clas Z 24500為原型，為盧森堡國家鐵路建造了22組CFL Class 2200電聯車。

## 照片
- 兩輛雙層電車組停靠於杜埃站
- 靠近格勒諾布爾一輛開往里昂的法國大區公共運輸列車
- 兩輛分屬於法國國家鐵路與盧森堡國家鐵路的列車停靠於盧森堡車站